# Escudo de Prusia
El Estado de Prusia se desarrolló a partir del Estado de la Orden Teutónica. La bandera original de los Caballeros Teutónicos había sido una cruz negra sobre una bandera blanca. El emperador Federico II en 1229 les concedió el derecho a utilizar el Águila del Sacro Imperio Romano Germánico. Esta "Águila Prusiana" se mantuvo en el escudo de armas de los sucesivos estados prusianos hasta 1947.

## Prusia tardo medieval y Prusia moderna temprana

Águila Imperial en el escudo de armas del gran maestre de la Orden Teutónica (1410)
Escudo de la Prusia Real (después de 1450) Escudo de armas de Prusia Occidental (desde 1772)
Escudo del Ducado de Prusia (1525-1633)

## Reino de Prusia

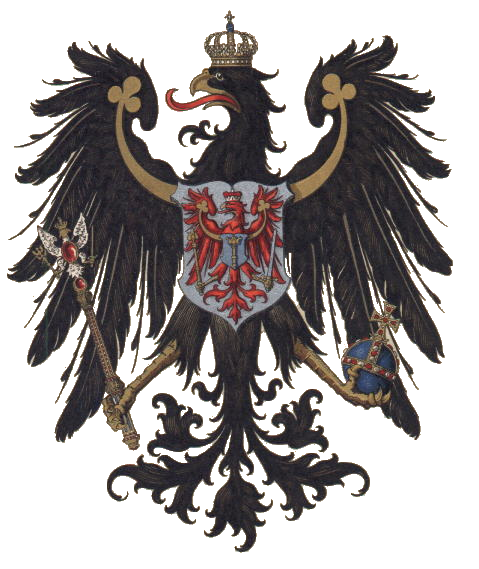
Armas menores del príncipe elector de Brandeburgo en 1686
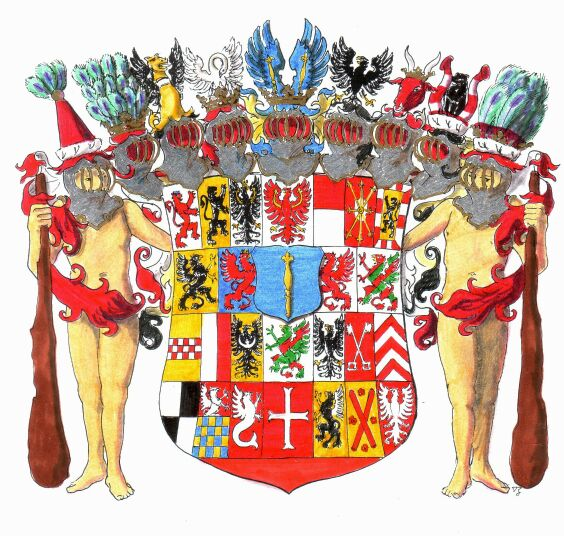
Armas del príncipe elector de Brandeburgo en 1686
Gran escudo del Reino de Prusia (1702-1708)
Gran escudo del Reino de Prusia (1709-1871)

El 27 de enero de 1701 el rey Federico I cambio sus armas como príncipe-elector de Brandeburgo. Las antiguas armas de los electores de Brandeburgo representaban un águila roja sobre un fondo blanco. A partir de entonces, el águila prusiana, ahora con la corona real y con las siglas 'FR' (Fridericus Rex, "Rey Federico") en su pecho, fue situada en el escusón en un escudo con 25 cuarteles en lugar del cetro electoral. Todos los cascos hicieron sitio a una corona real.
Las figuras de hombres salvajes de la mitología celta y germánica representando el 'Señor de las Bestias' o 'Hombre Verde' que sostienen las armas de Prusia son probablemente cogidas de las armas de Pomerania o Dinamarca. También se encuentran como tenantes de las armas de Braunschweig, Königsberg, y las poblaciones holandesas de Anloo, Beilen, Bergen op Zoom, Groede, Havelte, 's-Hertogenbosch, Oosterhesselen, Sleen, Sneek, Vries y Zuidwolde.
Un hombre salvaje y una mujer salvaje han sostenido el escudo del principado de Schwarzburgo en Turingia y la ciudad de Amberes desde el principio del siglo XVI.
Un decreto  11 de febrero de 1701 situaba una corona en el escusón prusiano. El rey ordenó que el conjunto debía colocarse en un pabellón real según los ejemplos francés y danés.
Cuando el Guillermo III, Príncipe de Orange y Rey de Inglaterra, murió el 19 de marzo de 1702, el rey ordenó que las del principado fueran colocadas en su escudo. Esto era para apoyar su reclamación como heredero general, aunque la rama frisia de la Casa de Orange-Nassau también lo reclamaba.
En 1708 Federico anunció que el colocaría los cuarteles de los duques de Mecklemburgo en las armas prusianas para destacar sus derechos sobre Mecklemburgo-Schwerin y Mecklemburgo-Strelitz si sus líneas ducales se extinguían. Aunque Mecklemburgo-Strelitz protestó, el emperador José I dio permiso a Federico en octubre de 1712. Este diseño fue alterado oficialmente dos veces pero no fue fundamentalmente modificado.
El cetro electoral tenía su propio escudo bajo el capuchón electoral. Alrededor del escudo, con 36 cuarteles (incluyendo Veere-Vlissingen y Breda), apareció la Orden del Águila Negra con casco coronado descansando en la parte superior. Los hombres salvajes sostenían banderas de Prusia y Brandeburgo y detrás del pabellón se levantaba una bandera prusiana según el ejemplo francés de la Oriflama. El lema Gott mit uns ("Dios con nosotros") aparecía en el pedestal.
Ya durante el reino de Federico I existe una notable diferencia entre la representación 'gótica' del águila prusiana en las armas y la representación más naturalizada y a menudo como águila en vuelo en la mayoría de monedas y estandartes militares.

"Armas menores" del Reino de Prusia (1790)
"Armas medianas" del Reino de Prusia (1873)
Escudo grande del Reino de Prusia (c. 1873 -1918)
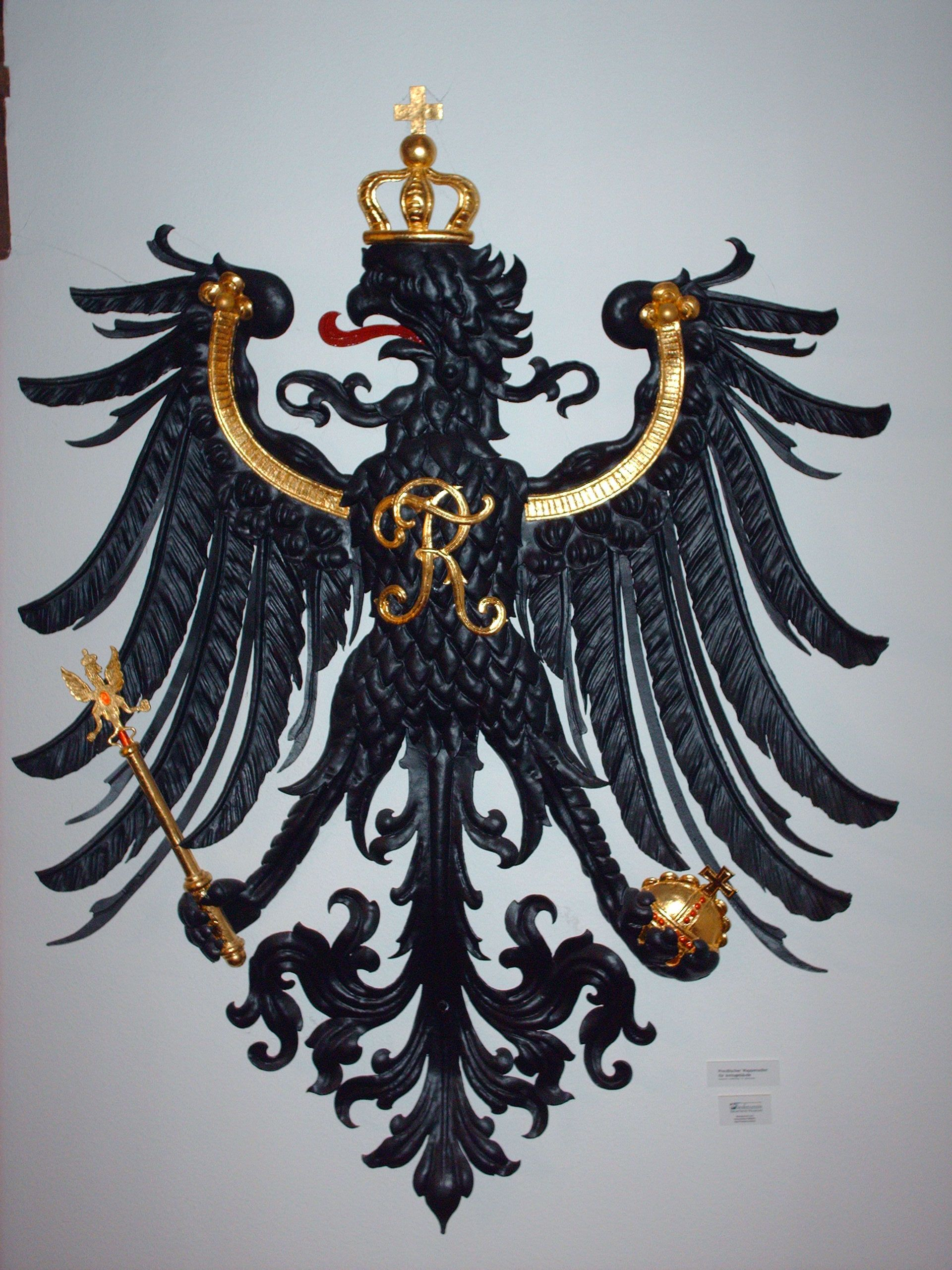
Escudo de armas de Prusia (1815)

Federico Guillermo I siguió a su padre en el trono el 25 de febrero de 1713. Según Ströhl, él dio al águila un cetro y orbe. Llegó a un acuerdo con los Nassau frisios sobre el título del Principado de Orange, aunque este estaba ocupado por Francia. Al lado de las armas de Orange, oficialmente añadió Veere y Vlissingen el 29 de julio de 1732. El rey también añadió Frisia Oriental a sus armas, reclamándola en caso de que el príncipe muriera sin heredero. Un cuarto escusón apareció entre los 36 cuarteles.
Federico II se convirtió en rey el 31 de mayo de 1740. Reclamó el ducado de Silesia tras la muerte del emperador Carlos IV y declaró la guerra a la hija y heredera de Carlos, María Teresa I de Austria, empezando desde entonces las Guerras Silesias
Federico II fue sucedido por su sobrino, Federico Guillermo II, el 17 de agosto de 1786. Federico Guillermo II heredó las ramas cadetes franconas (Ansbach y Bayreuth) de la Casa de Hohenzollern en 1791. Por razones de economía, sin embargo, los escudos oficiales no fueron modificados.
Federico Guillermo III tomó el trono el 16 de noviembre de 1797 y cambió las armas el 3 de julio de 1804. La reorganización de Alemania por Napoleón I de Francia hizo alteraciones necesarias. Un nuevo escusón fue creado para Silesia y el escudo tenía 42 cuarteles. La Orden del Águila Roja de la línea francona también fue añadida alrededor del escudo.
Después de la caída de Napoleón, Prusia ganó extensos territorios en el Rin y en Sajonia. Nuevas armas fueron por lo tanto decretadas el 9 de enero de 1817. El número de cuarteles subió hasta 48, incluyendo el caballo de Westfalia y Baja Sajonia. El número de escusones fue reducido a cuatro: el águila negra de Prusia, el águila roja de Brandeburgo en lugar del cetro, el burgraviato de Núremberg (aunque fue cedido a Baviera), y el Hohenzollern propio.
El así llamado 'armas medianas' fue entonces emitido: un escudo con los mismos cuatro escusones y diez cuarteles para Silesia, Renania, Posen, Sajonia, Pomerania, Magdeburgo, Jülich-Cleves-Berg, y Westfalia. Esto estaba rodeado por el Orden del Águila Negra y sostenido por dos hombres salvajes con garrotes.
Las armas menores también utilizadas en monedas de la década de 1790 fueron legitimadas
El 7 de diciembre de 1849, las líneas suabas de Hohenzollern-Sigmaringen y Hohenzollern-Hechingen fueron anexadas por Federico Guillermo IV, quien había sucedido a su padre el 7 de julio de 1840.
Federico Guillermo IV fue sucedido por su hermano Guillermo I el 2 de enero de 1861 quien cambió las armas el 11 de enero de 1864 con la combinación de los escusones de Núremberg y Hohenzollern. Después de la Segunda Guerra de Schleswig de 1864 y la guerra austro-prusiana de 1866, Prusia se anexionó Schleswig, Holstein, Hannover, Hesse-Kassel (o Hesse-Cassel), y Nassau. El rey Guillermo I de Prusia se convirtió en el emperador Guillermo I de Alemania el 18 de enero de 1871 durante la unificación de Alemania. El Reino de Prusia se convirtió en el Estado predominante en el Imperio alemán de nueva creación.
Guillermo decretó nuevas armas el 16 de agosto de 1873. El número de cuarteles fue otra vez de 48 con tres escusones. Añadidos fueron los collares de la Orden de la Casa de Hohenzollern y la Orden de la Corona Prusiana. El lema fue colocado en la cúpula del pabellón.
Las armas medianas de 1873 mostraban más claramente los cambios por las adiciones de Schleswig-Holstein, Hanóver, y Hesse-Kassel y las eliminaciones de Magdeburgo y Cléveris-Jülich-Berg.

Escudo del Reino de Prusia (1871-1914), mientras formaba parte del Imperio alemán
Escudo menor de Prusia Oriental (1773-1829, 1878-1945)
Escudo mayor de Prusia Oriental (1773-1829, 1878-1945)

## Estado Libre de Prusia
Con la caída de la Casa de Hohenzollern en 1918, el Reino de Prusia fue sucedido por el Estado Libre de Prusia dentro de la República de Weimar; las nuevas armas prusianas representaban una única águila negra. Mientras fue parte de la Alemania nazi, las armas del estado libre representaban una única águila negra con una esvástica y la frase Gott mit uns empezando en 1933. El Reichsstatthaltergesetz de 1935 eliminó todo el poder efectivo del gobierno prusiano, y el estado fue definitivamente disuelto en 1947.

Escudo del Estado Libre de Prusia (1918-1933), mientras formaba parte de la República de Weimar
Escudo del Estado Libre de Prusia después del Machtergreifung nazi de 1933